# Kodeks 0294
Kodeks 0294 (Gregory-Aland no. 0294) – grecki kodeks uncjalny Nowego Testamentu na pergaminie, datowany metodą paleograficzną na VI lub VII wiek. Rękopis jest przechowywany na Synaju. Tekst rękopisu jest wykorzystywany we współczesnych wydaniach greckiego Nowego Testamentu. 

## Opis
Zachowała się 1 pergaminowa karta rękopisu z greckim tekstem Dziejów Apostolskich (14,27-15,10). Karta kodeksu ma rozmiar 27 na 22,5 cm. Tekst jest pisany dwoma kolumnami na stronę, 28 linijek tekstu na stronę . 

## Historia
INTF datuje rękopis 0294 na VI lub VII wiek . 
Rękopis został znaleziony w maju 1975 roku podczas prac restauracyjnych w klasztorze wraz z wieloma innymi rękopisami . Na listę greckich rękopisów Nowego Testamentu wciągnął go Kurt Aland, oznaczając go przy pomocy siglum 0294. Został uwzględniony w II wydaniu Kurzgefasste. 
Rękopis jest wykorzystywany we współczesnych wydaniach greckiego Nowego Testamentu (NA27, NA28). Nie wykorzystano go w UBS4. 
Rękopis jest przechowywany w Klasztorze Świętej Katarzyny (N.E. ΜΓ 16) na Synaju .